# Vittoria Bussi
Vittoria Bussi (Roma, 19 de marzo de 1987) es una deportista italiana que compite en ciclismo en la modalidad de ruta. Ganó una medalla de bronce en el Campeonato Europeo de Ciclismo en Ruta de 2020, en la prueba de contrarreloj por relevos mixtos.

## Medallero internacional
| Campeonato Europeo | Campeonato Europeo | Campeonato Europeo | Campeonato Europeo              |
| Año                | Lugar              | Medalla            | Competición                     |
| ------------------ | ------------------ | ------------------ | ------------------------------- |
| 2020               | Plouay (Francia)   | Medalla de bronce  | Contrarreloj por relevos mixtos |

## Palmarés
2014
- 3.ª en el Campeonato de Italia Contrarreloj

2018
- 2.ª en el Campeonato de Italia Contrarreloj

2019
- 2.ª en el Campeonato de Italia Contrarreloj

2020
- 2.ª en el Campeonato de Italia Contrarreloj

2021
- 1 etapa del Tour de Feminin